# Hoàng Văn Thái
Hoàng Văn Thái nato  Hoang Van Xiêm (Provincia di Thai Binh, 1º maggio 1915 – Hanoi, 2 luglio 1986) è stato un generale e politico vietnamita.
Ufficiale esperto e preparato dell'Esercito popolare del Vietnam, fu il capo di stato maggiore del generale Võ Nguyên Giáp e il principale responsabile logistico del Viet Minh nel corso della decisiva battaglia di Dien Bien Phu nella guerra d'Indocina.
Durante la guerra del Vietnam, assunse nuovamente importantissimi incarichi di comando, guidando le forze militari del Fronte di Liberazione Nazionale del Vietnam del Sud dal 1967 al 1973 e coordinando le forze comuniste impegnate nell'offensiva del Têt nel 1968.
Nel 1974 venne promosso al grado di Colonnello Generale e divenne vice ministro della difesa, Primo Vice-Capo di Stato maggiore e membro permanente del Comitato militare centrale. In seguito venne anche indicato come possibile membro del Politburo ma rifiutò la carica.
Morì inaspettatamente il 2 luglio 1986 di infarto presso l'Ospedale militare centrale 108 pochi mesi prima dell'annunciata promozione a Ministro della difesa.

## Onorificenze
| Controllo di autorità | VIAF (EN) 9880643 · ISNI (EN) 0000 0000 6304 8061 · LCCN (EN) n85226859 · GND (DE) 133735672 · BNF (FR) cb12123955h (data) · J9U (EN, HE) 987007425216505171 |